# 龍景軒
龍景軒（英語：Lung King Heen）是香港一家粤菜餐廳，位於香港島中環四季酒店4樓。龍景軒在2008年底被米其林指南列入2009年度3星級食肆，於2009－2022年度連續十三年均獲維持3星評級，乃全港唯一一所食肆達成。。2023年起降为二星。

## 外部參考
- 四季酒店龍景軒 （页面存档备份，存于）（英文）（简体中文）（日語）
- 米芝蓮三星  龍景軒 介紹